# Francis Benjamin
Francis Benjamin (Lagos, 20 giugno 1993) è un ex calciatore nigeriano, di ruolo difensore.

## Carriera
Ha giocato la sua prima partita con la nazionale nigeriana nel mese di agosto del 2012, in un'amichevole disputata contro il Niger.